# Campo de concentración de Płaszów

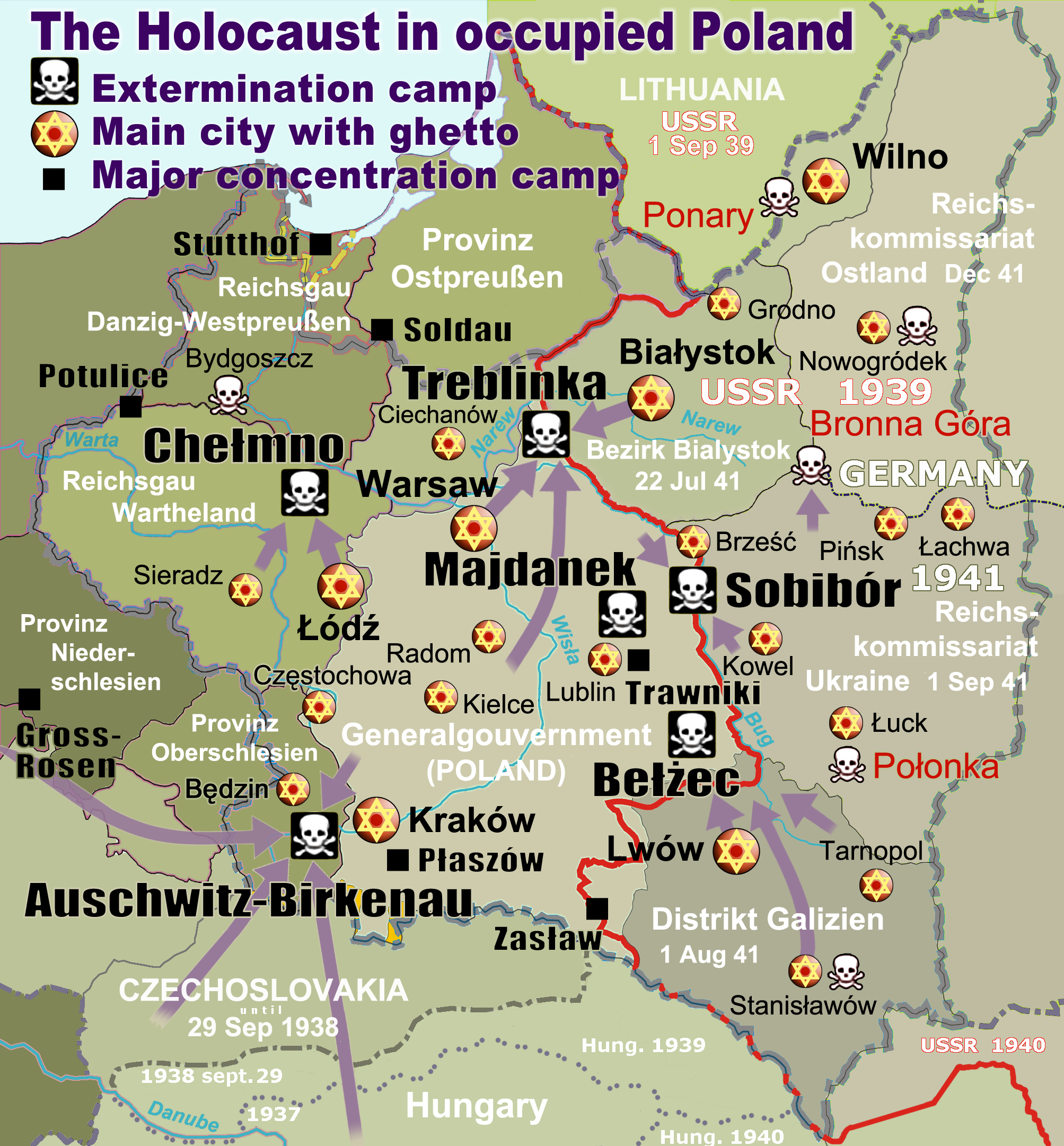
Principales campos de concentración de la Alemania nazi en la Polonia ocupada.

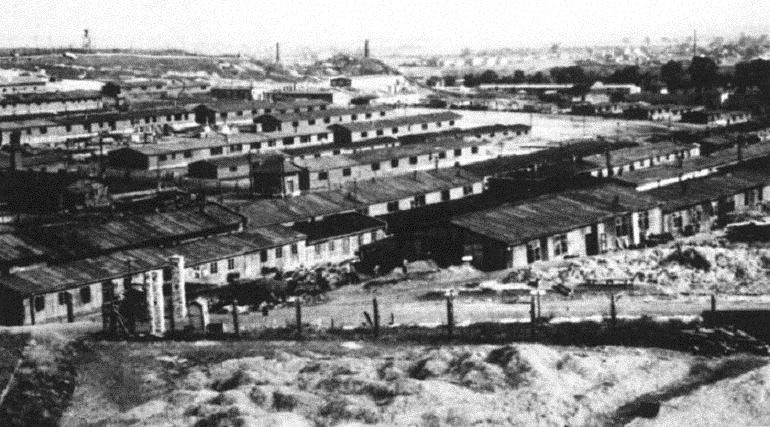
Campo de concentración de Płaszow.

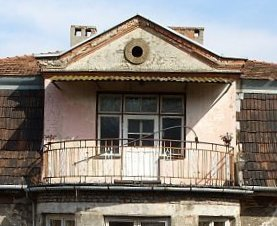
Balcón de la casa de Amon Göth donde con su rifle asesinaba al azar prisioneros.

El campo de concentración de Płaszów o Cracovia-Płaszów (del alemán: Konzentrationslager Plaszow) era un campo de trabajo y concentración nazi construido en un suburbio de Cracovia conocido como Płaszów, situado al sur de la ciudad y hoy parte del distrito de Podgórze, poco después de la invasión alemana de Polonia y la creación del semicolonial "Gobierno General" en la región central y sur-oriental de Polonia.

## Historia
El campo de Płaszów, concebido originalmente como un campo de trabajos forzados, fue construido sobre el terreno ocupado anteriormente por dos cementerios judíos, en el verano de 1942, durante la ocupación de Polonia por parte de los nazis. En 1943 el campo fue ampliado, y se convirtió en un campo de concentración con la llegada de los judíos deportados desde el Gueto de Cracovia, un proceso que comenzó el 28 de octubre de 1942.

### Operatividad del campo
El campo fue conocido por sus atrocidades. El comandante del campo era Amon Göth, un comandante de las Schutzstaffel originario de Viena, conocido por su sadismo fuera de lo común entre los oficiales nazis en el tratamiento y asesinato de prisioneros. "Según algunos testigos nunca empezaba su desayuno sin disparar por lo menos a alguien." El 13 de marzo de 1943 Göth supervisó personalmente la liquidación del Gueto de Cracovia, forzando a los judíos habitantes del Gueto que se consideraban como útiles para el trabajo a ser trasladados al campo. Los que no fueron declarados útiles fueron asesinados en aquellos momentos. Por debajo de Göth se encontraba su equipo de SS ucranianos, así como 600 alemanes de la SS-Totenkopfverbände (división de las SS encargada de los campos de concentración y exterminio, conocida como SS-TV, y que no debe ser confundida con la división SS-Totenkopf), así como unas pocas mujeres pertenecientes también a las SS, como Gertrud Heise, Luise Danz, Alice Orlowski y Anna Gerwing. Estas guardianas trataban a los prisioneros con la misma brutalidad que los hombres: "Cuando fuimos cargados al tren en Plaszów, una mujer de las SS me golpeó en la cabeza. Eran tan viciosas y brutales y sádicas, más incluso que los hombres. Era chocante, creo que porque algunos eran mujeres y esperabas más amabilidad. Aunque, por supuesto, eran grandes, gordas y feas."
El 13 de septiembre de 1944, Göth fue relevado de su cargo y acusado por las SS del robo de propiedades judías —que pertenecían al estado alemán según la legislación nazi—, de no alimentar adecuadamente a los presos bajo su cargo, de la violación de las reglas del campo sobre el trato y el castigo a los internos y de permitir el acceso a los registros del campo a personal no autorizado. La administración del campo de Plaszow pasó a manos del Obersturmführer Arnold Büscher.

### Prisioneros
El campo era un lugar destinado al trabajo esclavo (en alemán: Arbeitslager), fuente de mano de obra para numerosas fábricas y una cantera de piedra. La tasa de fallecimientos en Płaszów era muy elevada. Numerosos prisioneros, incluidos mujeres y niños, murieron de tifus y hambre extrema, así como asesinados. El campo de concentración de Płaszów fue especialmente conocido por el gran número de asesinatos allí practicados, tanto de forma individual como masiva. Utilizando la colina de Hujowa Górka en las cercanías del campo para las ejecuciones, alrededor de 8.000 muertes tuvieron lugar tras las vallas del campo siendo los prisioneros transportados en camiones 3 o 4 veces por semana. Los camiones cubiertos provenientes de Cracovia solían llegar por la mañana. Los condenados eran llevados ante una trinchera en la colina de Hujowa Górka, disparados, y sus cuerpos cubiertos por tierra capa a capa. A principios de 1944, todos los cuerpos fueron exhumados y calcinados en un montón para ocultar las evidencias. Los testigos más tarde atestiguaron 17 camiones de cenizas humanas que fueron trasladadas del lugar de incineración y dispersadas por el área.
Todos los documentos acerca de los asesinatos masivos y ejecuciones fueron confiados por Göth a la alta oficial de las SS Kommandoführerin Alice Orlowski, quien mantuvo los documentos en su poder hasta el final de la guerra, momento en el que procedió a su destrucción. Orlowski, un perfecto arquetipo de la mujer perteneciente a las SS, fue especialmente conocida por sus crueles latigazos a mujeres entre sus ojos. A la hora de los recuentos avanzaba entre las líneas de mujeres, propinándoles latigazos personalmente.
En enero de 1945, los internos que aún permanecían en el campo, así como el personal encargado de las instalaciones, incluidas algunas mujeres guardianas de las SS, las abandonaron en una marcha de la muerte hacia el campo de exterminio de Auschwitz. Muchos de los que sobrevivieron a la marcha fueron asesinados a su llegada. Cuando los nazis se dieron cuenta de que las tropas del Ejército Rojo soviético estaban realmente cerca de Cracovia desmantelaron por completo el campo, dejando un campo absolutamente vacío en el lugar que ocupaba anteriormente. Los cuerpos que habían sido enterrados en fosas comunes fueron exhumados e incinerados allí. Las tropas de la URSS llegaron al lugar donde se había levantado Płaszów el 20 de enero de 1945, encontrándolo completamente vacío.

## Conmemoraciones

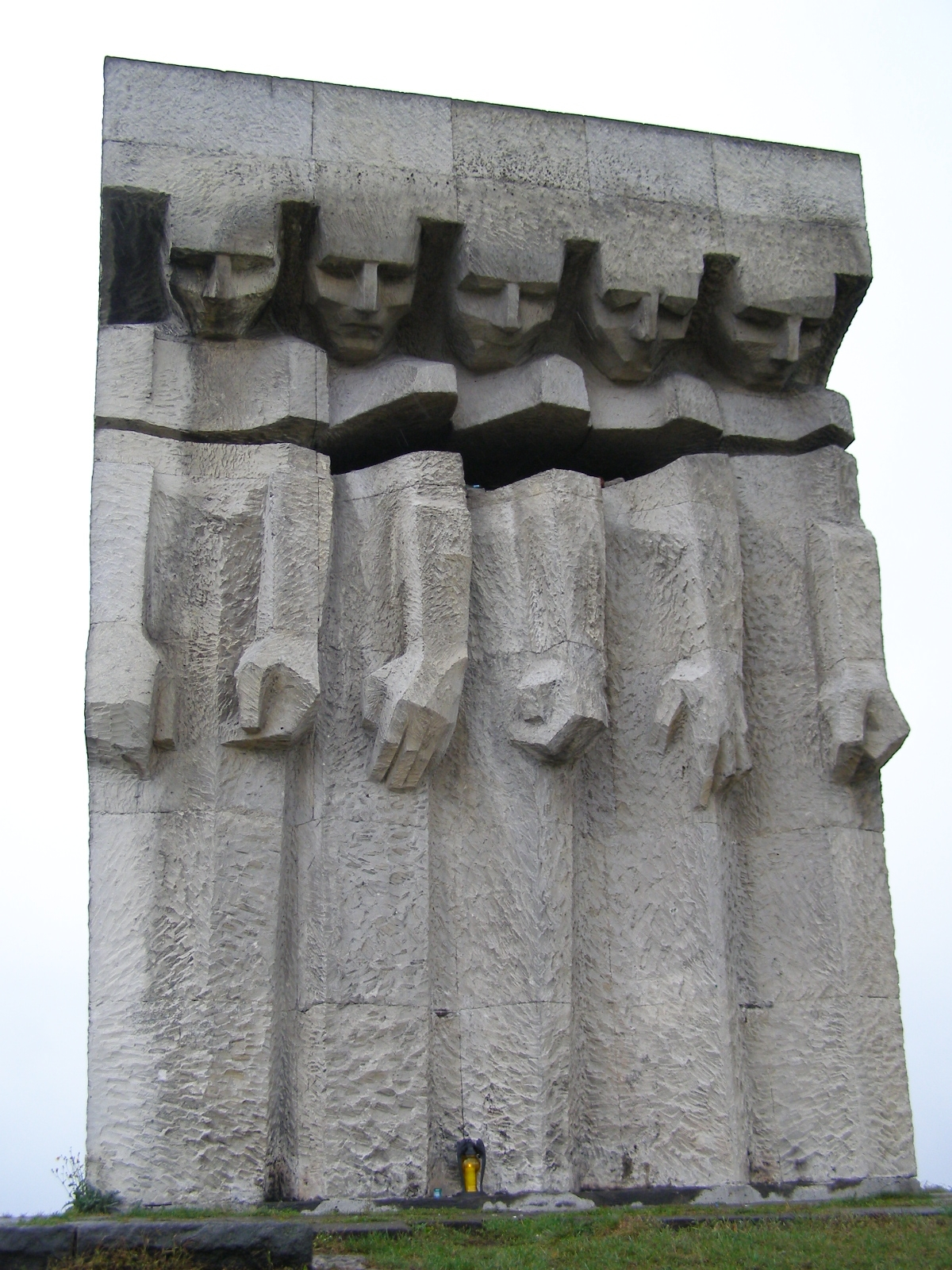
Memorial.

El área en el que se encontraba Płaszów cuenta en la actualidad con una serie de colinas con escasa vegetación y un gran monumento conmemorativo en honor a las víctimas, con una pequeña placa que recuerda que allí se encontraba este campo de concentración en uno de sus extremos.
Es el campo de trabajo en el que se ambienta buena parte de la trama de la película La lista de Schindler, dirigida por Steven Spielberg y estrenada en salas de cine en 1993.